# Дон Тејтум
Дон Бенџамин Тејтум (енгл. Donn Tatum;Лос Анђелес, 9. јануар 1913 – Лос Анђелес, 31. мај 1993) је био амерички бизнисмен и први извршни директор Walt Disney Productions који није био дио породице Дизни. Тејтум је био на високим руководећим позицијама у Дизнију 25 година, почевши од 1968 када је био предсједник (1968-1971), затим извршни директор (1971-1980) све до његове посљедње позиције директор емеритус (1992-1993). Одиграо је кључну улогу у стварању Walt Disney World Resort, EPCOT Center и Токио Дизниленд.

## Биографија
Рођен је 1913. године. Одрастао је у Лос Анђелесу и дипломирао политичке науке и економију на Универзитету Стенфорд, а право на Универзитету Оксфорд. Положио је испит Калифорнијске адвокатске коморе 1938. и запослио се у адвокатској фирми Lillick, Geary and McHose и бавио се правом индустрије забаве. Био је консултант компанијама RCA, NBC и ABC. Био је генерални директор KABC-TV у Лос Анђелесу и телевизијски директор за Запад у ABC.
Тејтум се придружио Дизнију као менаџер производног пословања 1956. године, а 1971. постао је извршни директор и предсједник одбора након смрти Роја О. Дизнија — поставши први директор на челу компаније, а да није из породице Дизни. Са мјеста предсједника и извршног директора Дизни продукције повукао се 3. јуна 1980. препустивши компанију Кард Вокеру. Остао је у Дизнијевом одбору као предсједник извршног комитета. За Дизнијеву легенду проглашен је 1993.
Био је члан одбора CalArts-а, председник Дизни фондације, Телевизијске асоцијације Калифорније, Уједињеног удружења за церебралну парализу и Стенфорд клуба из Лос Анђелеса. Био је и члан Краљевског друштва уметности у Лондону, почасни члан Академије телевизијских уметности и наука (ATAS) и Холивудског телевизијског и радио друштва.
Преминуо је 31. маја 1993. годинеу Лос Анђелесу.